# Frea unifuscovittata
Frea unifuscovittata is een keversoort uit de familie van de boktorren (Cerambycidae). De wetenschappelijke naam van de soort werd voor het eerst geldig gepubliceerd in 1967 door Breuning.